# Neonauclea maluensis
Neonauclea maluensis är en måreväxtart som först beskrevs av Theodoric Valeton, och fick sitt nu gällande namn av Spencer Le Marchant Moore. Neonauclea maluensis ingår i släktet Neonauclea och familjen måreväxter. Inga underarter finns listade i Catalogue of Life.